# Tasmania JackJumpers
De Tasmania JackJumpers is een Australische basketbalclub uit Hobart opgericht in 2020 die uitkomt in de National Basketball League.

## Geschiedenis
In februari 2019 werd bekendgemaakt dat er gekeken werd voor een team in Tasmanië. Een jaar later werd bekendgemaakt dat de ploeg zou aantreden in het seizoen 2021/22. Op 1 oktober 2020 werd de naam Tasmania JackJumpers onthuld. Luca Brasi maakte het clublied Jackies Are On the March voor de ploeg. In hun eerste wedstrijd versloegen ze Brisbane Bullets met 83-74. In hun eerste seizoen eindigde de club als vierde in het reguliere seizoen. Ze wonnen in de play-offs van Melbourne United maar verloren de ronde erna van Sydney Kings.
In het seizoen 2022/23 eindigde ze opnieuw als vierde in de reguliere competitie. In de play-offs wonnen ze eerst van Cairns Taipans maar verloren daarna van New Zealand Breakers.
In het seizoen 2023/24 werden ze kampioen. in de play-offs wonnen ze eerst van Illawarra Hawks. In de halve finale wonnen ze van Perth Wildcats. In de finale versloegen ze Melbourne United.

## Seizoenen
| Seizoen | Competitie | Reguliere seizoen | Reguliere seizoen | Reguliere seizoen | Reguliere seizoen | Play-offs                                                                             | Coach      |
| Seizoen | Competitie | Plaats            | Weds.             | Win               | Verl.             | Play-offs                                                                             | Coach      |
| ------- | ---------- | ----------------- | ----------------- | ----------------- | ----------------- | ------------------------------------------------------------------------------------- | ---------- |
| 2021/22 | NBL        | 4e                | 28                | 17                | 11                | Winst Melbourne United (2–1) Verlies Sydney Kings (0–3)                               | Scott Roth |
| 2022/23 | NBL        | 4e                | 28                | 16                | 12                | Winst Cairns Taipans (87–79) Verlies New Zealand Breakers (1–2)                       | Scott Roth |
| 2023/24 | NBL        | 3e                | 28                | 16                | 12                | Winst Illawarra Hawks (92–76) Winst Perth Wildcats (2–1) Winst Melbourne United (3–2) | Scott Roth |

## Coaches
| Jaar  | Coach      |
| ----- | ---------- |
| 2021- | Scott Roth |